# Aurora Cannabis
Pour les articles homonymes, voir Aurora.
Aurora Cannabis est une entreprise canadienne spécialisée dans la production et la distribution de cannabis à usage médical et récréatif. Créée à la suite de l'adoption des réglementations pour l'usage médical de la marijuana (Marihuana for Medical Purposes Regulations (MMPR)) au Canada, l'entreprise s'impose rapidement comme l'un des leaders de la production de cannabis en Amérique du Nord.

## Histoire
En janvier 2018, Aurora Cannabis annonce l'acquisition de CanniMed Therapeutics pour 1,1 milliard de dollars canadiens.
En mai 2018, Aurora Cannabis annonce l'acquisition de MedReleaf pour 3,2 milliards de dollars canadiens, créant un nouvel ensemble avec 9 unités de productions au Canada et 2 au Danemark. Sa capacité de production passe alors à 150 tonnes par an.
Aurora Cannabis fait son entrée à la bourse de New York la même année, à la suite de la légalisation du cannabis récréatif au Canada sous l'impulsion du premier ministre Justin Trudeau,. 
En novembre 2020, l'entreprise poursuit son expansion et annonce notamment souhaiter lever 125 millions de dollars par capitalisation boursière. 